# 哈吉阿巴德
哈吉阿巴德是伊朗的城市，位於該國南部札格羅斯山脈東南部，由法爾斯省負責管轄，距離首府設拉子約225公里，海拔高度1,021米，2006年人口18,346。
1. ↑  https://www.amar.org.ir/english